# Флавијан I Антиохијски
Флавијан Антиохијски (грч. Φλαβιανος Α΄ Αντιοχειας; 320. - фебруар 404.) - антиохијски архиепископ (381-404), био је савременик светог Јована Златоустог, наследник антиохијског епископа Мелетија.
Архиепископ Флавијан познат је по томе што је добио опроштај од цара Теодосија (379-395) због рушења статуе његове жене Флациле током устанка 387. године. Флавијева смрт била је мирна и безболна.
Православна црква га прославља  у лику светих 16. фебруара и 27. септембра. 